# Grusonstraße 7b

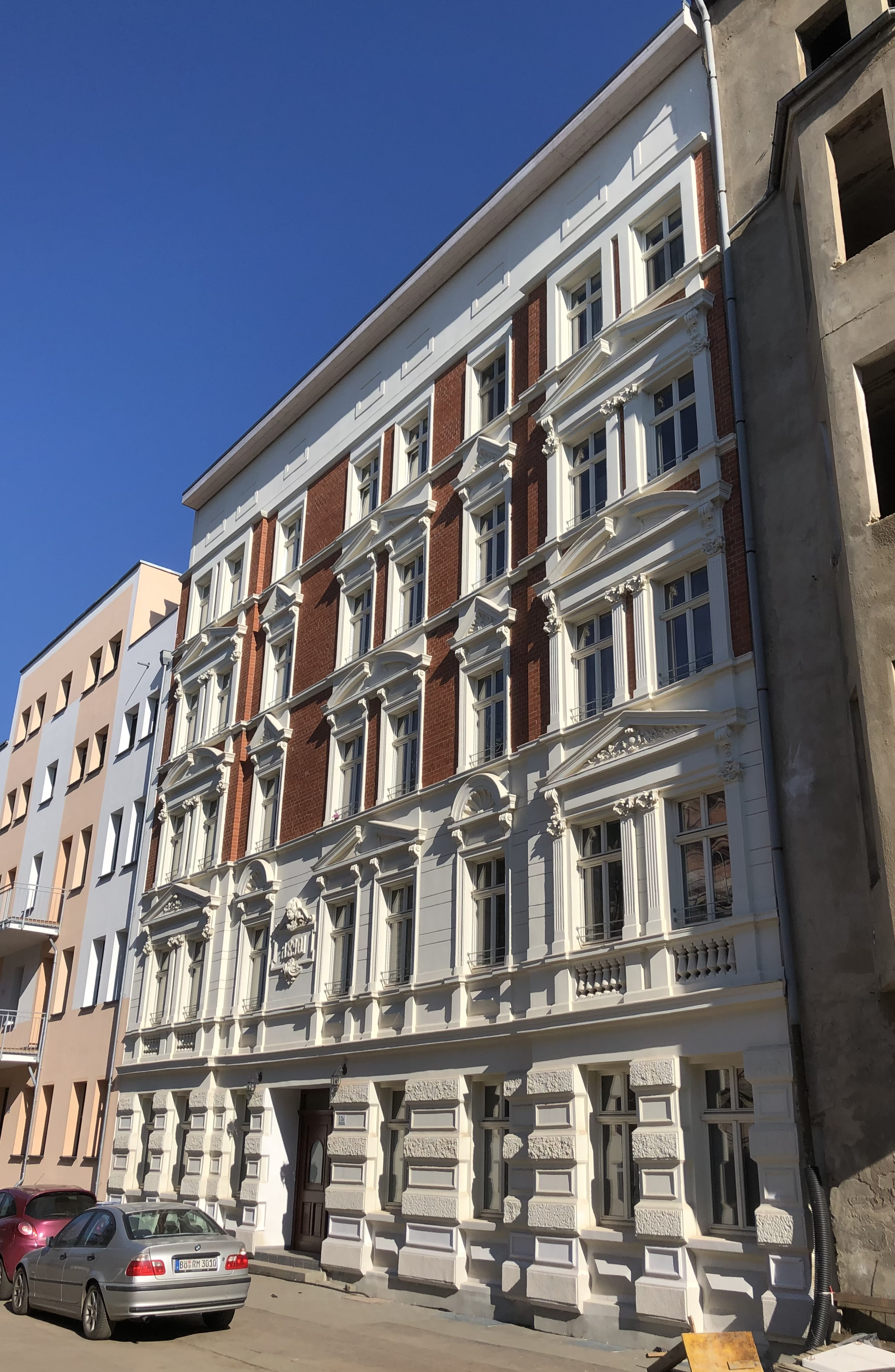
Grusonstraße 7b im Jahr 2022

Das Gebäude Grusonstraße 7b ist ein denkmalgeschütztes Wohnhaus im Magdeburger Stadtteil Leipziger Straße in Sachsen-Anhalt.

## Lage
Das Haus befindet sich auf der Ostseite der Grusonstraße in deren nördlichem Teil. Auf der gegenüberliegenden Straßenseite befindet sich die gleichfalls denkmalgeschützte Villa Blanke.

## Architektur und Geschichte
Der fünfeinhalbgeschossige Bau wurde 1889 vom Bauunternehmen Gebr. Sträbel entworfen und von diesem Unternehmen im Jahr 1890 für eigene Rechnung als Ziegelbau errichtet. Die oberhalb de Eingangs befindlichen Inschrift 1890 verweist auf das Baujahr. Die repräsentativ ausgeführte Gestaltung erfolgte im Stil des Neobarocks. An der Fassade des Erd- und des ersten Obergeschosses findet sich eine Rustizierung. Die jeweils äußeren beiden Achsen der achtachsigen Fassade treten als flache Risalite hervor. Die Fenster der Risalite aber auch der beiden mittleren Achsen sind paarweise unter Dreiecks- oder Segmentbogengiebeln zusammengefasst. Zum Teil befanden sich in der Mitte gesprengt ausgeführter Dreiecksgiebel Kopfbüsten, die jedoch bei einer Sanierung Anfang des 21. Jahrhunderts nicht wieder hergestellt wurden. Auch ein ursprünglich bestehendes Kranzgesims ist nicht erhalten.
Zum Anwesen gehört auch ein zeitgleich entstandenes Seiten- und Hinterhaus.
Im örtlichen Denkmalverzeichnis ist das Wohnhaus unter der Erfassungsnummer 094 70467 als Baudenkmal verzeichnet.
Das Haus gilt als Beispiel gründerzeitlichen Wohnhausbaus mittleren bis gehobenen Standards und als prägend für das Straßenbild. Es entstand am Rande des Industrieorts Buckau.